# Ясколка белоснежнейшая
Ясколка белоснежнейшая (лат. Cerastium candidissimum) — вид цветковых растений рода Ясколка (лат. Cerastium). Эндемик Греции. Растёт на скалах высокогорья.

## Ботаническое описание
Многолетнее травянистое растение. Растения серо-зелёные, формируют плотные коврики. Их более или менее прямостоячие стебли образуют пышный букет. Нижние продолговато-лопатчатые листья резко отличаются от верхних линейно-ланцентных. Цветки большие, лепестки дважды рессечённые, как и чашелистики. Цветёт с мая по июль.